# 소안도
소안도(所安島)는 대한민국 남해안의 섬으로, 전라남도 완도군 소안면에 속한다. 면적은 23.22 km2이다.

## 연혁

### 삼국 시대
완도는 백제 영지였다. 동음현(冬音縣), 오차현(烏次縣), 새금현(塞琴縣) 등 3개의 현으로 분속되어 있었는데 소안도는 완도, 노화도, 보길도와 함께 ‘새금현’에 속해 있었다. 후삼국 시대에는 892년 견훤이 전주에서 군사를 일으켜 후백제를 세웠는데 호남 땅이 그 영지가 되었으며 소안도도 그 권역에 들었다. 914년 후고구려(태봉)의 왕건이 백홍장군이 되어 수군을 거느리고 나주를 공략하여 그 이남지역을 점령하였고 소안도도 그 아래에서 관리되었다.

### 고려 시대
918년 왕건이 고려를 세우자 소안도는 자연스럽게 고려에 속하게 되었다. 고려 시대에는 완도의 모든 섬이 장흥부, 탐진현, 영암군, 해남현 등 네 개의 구역으로 나뉘어 각기 영속되었다. 소안도는 군외의 일부 도서와 노화, 보길과 함께 이 중 영암군에 속해 있었는데 그 역사가 1018년(고려조 현종) 이래 조선 시대까지 계속되었다.

### 조선 시대
조선 시대의 행정 구획은 고려의 5도 3계(五道三界)를 8도로 바꾸었으나 지방 제도는 그대로 운영되었다. 소안도는 이때 영암군에 속해 있다가 1896년(고종 33) 2월 3일 나주부 관할의 완도군이 만들어질 무렵 영암군에 속해 있던 현재의 면 행정 구역인 소안도, 횡간도, 자개도(당사도), 구도를 합하여 완도군의 19개면 가운데 하나로 완도군에 속하게 되었다.
소안도는 16세기 중반에 최초로 김해김씨(金海金氏), 동복오씨(同福 吳氏)가 월항(月項)에 입주하였는데 임진왜란을 피하여 사람들이 들어와 살았으며 이때는 섬 이름을 ‘달목도(達木島)’라 불렀다. 1866년 청산진을 설치할 때 군무와 행정을 청산진에서 관할하다가 1896년 완도군이 만들어지자 소안도는 완도군 소속이 되었다.
조선 정조(1777-1800) 때 가혹하게 세금을 거두어들이는 바람에 사람들의 삶이 극심하게 피폐해져 1864년에 모든 소안도 주민이 위에 자신들의 어려움을 호소하자 상부에서는 비자(榧子)에 별장을 두어 주민을 보호하기도 하였다.

### 일제 강점기
1914년 3월 1일 전국의 행정구역 개편이 이루어졌다. 소안도는 당시 행정리 수가 17개였으며 비동리가 소재지였다. 소안도는 일제강점기 때는 독립운동을 활발히 펼쳤던 곳인데 그 배경에는 송내호, 김경천 선생이 연 ‘소안사립학교’가 있다. 항일 독립 운동 본거지로서 고(故) 송내호 선생을 비롯한 많은 애국지사가 활동했으며 제2대 국회의원을 지냈던 고(故) 정남국 선생을 배출하였던 곳이기도 하다.

## 자연 환경

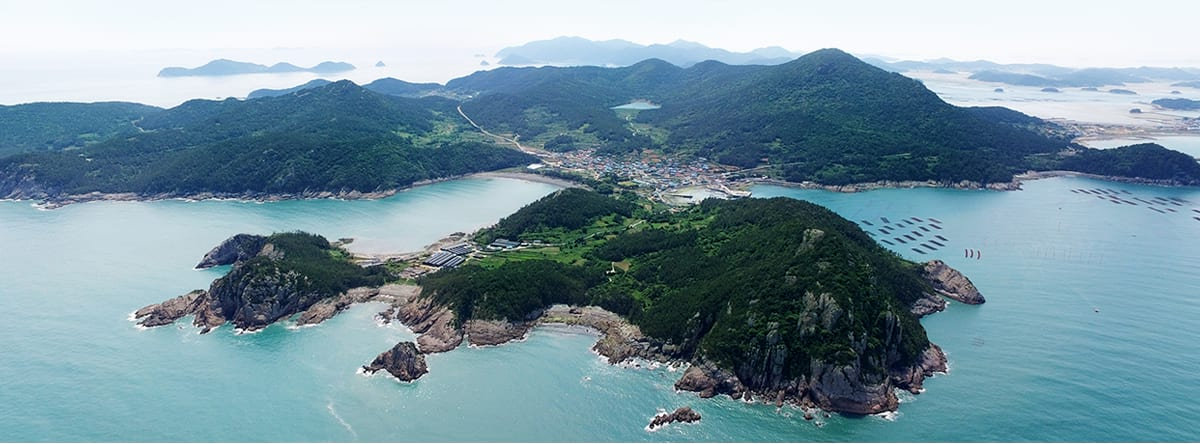
소안도

소안도는 대봉산(E.L. 337.6m)을 중심으로 하는 북부와 가학산(E.L.359m)을 중심으로 하는 남부 지역으로 크게 구분된다. 이들 지역은 소안면사무소가 있는 해발고도 5m 미만의 낮은 회랑으로 연결되어 있다. 그리고 섬 내부의 지형은 대부분 경사가 급하고, 암석 산지들이 바다와 만나는 곳은 대부분 해식애와 같은 가파른 암석 단애나 파식대와 같은 암석해안을 이루고 있다. 만입부는 간석지보다 자갈 해안이 대부분을 이룬다. 북쪽 해안 일대는 간석지가 발달하여 월항염전(月項鹽田)이 있다.
1월 평균기온은 2.5°C 이고, 8월 평균기온은 25°C이다. 연평균 강수량은 1,285mm, 연강설량은 1.5mm이다.

## 교통
소안도로 가는 배편은 완도 화흥포항에서 1시간가량 소요되는 여객선이 하루에 12회 왕복 운항하고 있다.

## 천연기념물

### 완도 미라리 상록수림

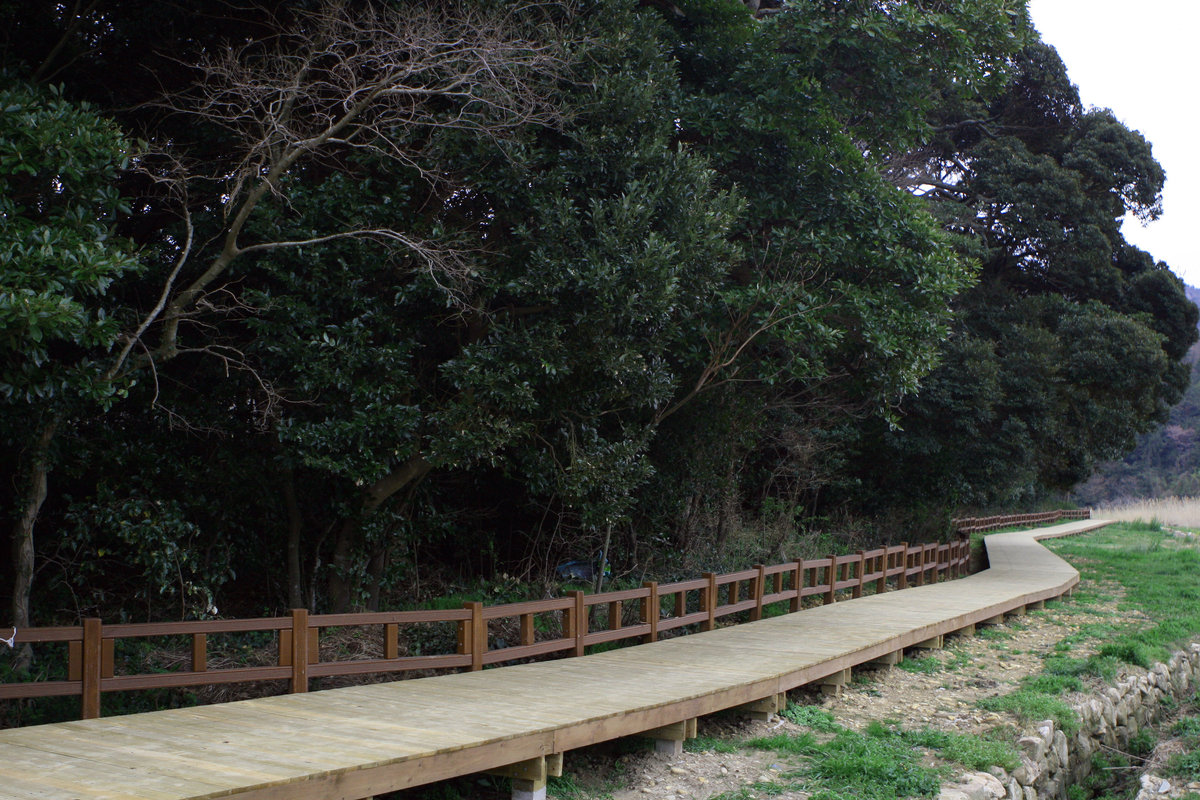
완도 미라리 상록수림

천연기념물 제339호, 면적 16,000m²인 완도 미라리 상록수림(莞島 美羅里 常綠樹林)은 전라남도 완도군 소안면 미라리 472번지에 위치. 소안도의 해안가를 따라 길이 400m로 길게 펼쳐져 있다. 상록수림을 구성하고 있는 식물들로는 모밀잣밤나무, 구실잣밤나무, 밤나무, 생달나무, 광나무, 후박나무, 보리밥나무, 사스레피나무, 동백나무, 해송 등 24종 776그루가 있다.

### 완도 맹선리 상록수림

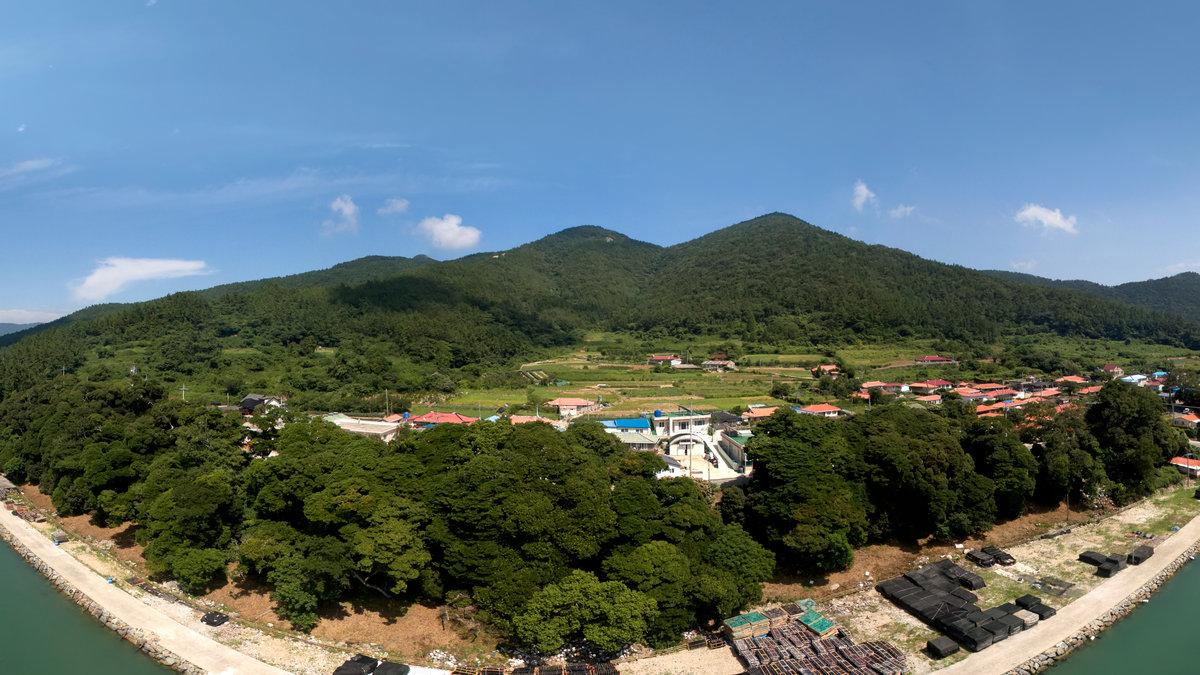
완도 맹선리 상록수림

천연기념물 제340호인 완도 맹선리 상록수림(莞島 孟仙里 常綠樹林)은 전라남도 완도군 소안면 맹선리 370-1번지에 위치.  소안도 해안가 언덕 위에 있는 길이 약 300m, 폭 약 35m, 면적 8,506m²에 이르는 숲이다. 숲을 구성하는 나무 종류로는 모밀잣밤나무, 붉가시나무, 후박나무, 생달나무, 광나무, 사스레피나무, 송악, 보리밥나무 등 총 20종 250여 그루로 방풍림의 구실을 하고 있다.

## 항일 운동의 섬 소안도
소안도의 소안 항구에 들어서면 '항일의 땅, 해방의 섬 소안도'라는 표지석이 제일 먼저 보인다. 이 표지석이 이 섬의 모든 것을 대변하듯 소안도는 독립 유공자 20명을 포함 88명의 항일 독립 운동가를 배출한 항일 운동의 섬이다. 이후 독립 운동의 근거지가 된 계기는 1909년 동학군 이준하 선생등 6명이 일본인들이 세운 당사도 등대에 잠입하여 시설물을 파괴하고 일본인 4명을 살해한 것이 시초가 되었다. 1920년대 소안도 2,000여명의 주민중 800명이 일제에 불령선인으로 낙인찍혀 감시와 통제를 받았다.
소안도가 항일 운동을 전개할 수 있는 배경으로 중화학원(소안학교 전신)이 있었다. 1913년 송내호 등에 의해 설립된 사립 중화학원은 토지 소유권 반환 소송에서 승소 후에 소안 면민들의 성금을 기반으로 사립 소안학교로 발전하였고 수많은 항일 운동가를 길러 냈다.

### 소안 항일 운동 기념탑
1990년 6월 5일 세워진 항일 운동 기념탑은 비자리의 갯돌을 쌓아올려 만들어졌다. 이 기념탑은 1990년 일본으로부터의 독립운동을 기념하기 위해 소안 면민들의 성금으로 만든 탑으로 검은 돌과 하얀 돌을 높이 8m, 폭 4m로 쌓아 하였다. 검은 돌은 일제의 탄압을, 하얀 돌은 우리 백의 민족의 순결함을, 세 갈래로 솟아 오른 탑 모양은 일본에 대한 강렬한 저항을 상징하고 있다.